# 1069
1069 је била проста година.

## Догађаји
- Википедија:Непознат датум — Владавина арапске династије Абадида у Севиљи у данашњој Шпанији (од 1023. до 1091).

- Цар Роман IV започиње кампању против Селџучких Турака и маршира ка Еуфрату преко Мелитене. Прелази реку код Романопоља (данашња Турска) и осваја стратешки важан град-тврђаву Хлијат на северозападној обали језера Ван. Роман оставља византијску позадинску гарду на горњем Еуфрату под командом генерала Филаретоса Брахамија са наређењем да брани месопотамску границу.
- Селџучке снаге под командом Алп Арслана побеђују византијску позадинску гарду и напредују дубоко у Кападокију и Ликаонију. Пљачкају по вољи, али не успевају да заузму град Иконијум. Роман се повлачи и враћа у Цариград. Алп Арслан користи Романово повлачење и осваја Манцикерт. Поново осваја стратешки важне градове-тврђаве Хлијат и Ван, учвршћујући своју контролу над регионом језера Ван.
- Пролеће – Роман IV шаље византијску флоту (уз подршку војске) да ослободи опсаду Барија. Нормани под Робертом Гвискаром побеђују Византинце и окупирају градове Гравину и Обијано у Апулији.
- 28. фебруар – Краљ Абад II ел Мутадид умире након 27-годишње владавине. Наслеђује га син Ел Мутамид ибн Абад, који постаје владар Севиљске таифе у Ел Андалузу (до 1091).
- 28. јануар – Побуњеници у Нортумбрији убијају новог норманског грофа Нортумбрије, Роберта де Комина, код Дарама и нападају Јорк.
- Краљ Данске Свејн II искрцава флоту у Хамберу као подршку Нортумбријским побуњеницима, а они му се придружују у освајању Јорка, нападајући његова два замка и уништавајући стари катедралу.
- Код Стафорда, Вилијам Освајач брзо побеђује побуну коју је предводио Едвин, гроф од Мерсије.
- Покоравање Севера: Краљ Вилијам Освајач гуши побуне својих енглеских поданика против његове власти, водећи кампању кроз север Енглеске са својим снагама, палећи куће, усеве, стоку и земљу од Јорка до Дарема, што је резултирало смрћу преко 100.000 људи, углавном од глади и зимске хладноће.
- Цар Шензонг из династије Сунг Кине поставља Ванг Аншија за свог главног канцелара. Он спроводи Нову политику, која укључује финансијске и трговинске реформе, одбрану и ред, успостављање система баођа итд.
- Нам тиен, ширење територије Дај Вијета (данашњи Вијетнам) ка југу, почиње када војска династије Ли напада Чампу, заробљавајући краља Рудравармана III.

## Смрти
- Википедија:Непознат датум — Абад II - маварски краљ из династије Абадида.